# Pteroceras pallidum
Pteroceras pallidum är en orkidéart som först beskrevs av Carl Ludwig Blume och som fick sitt nu gällande namn av Richard Eric Holttum.
Pteroceras pallidum ingår i släktet Pteroceras och familjen orkidéer. Inga underarter finns listade i Catalogue of Life.